# Зона 51
37°14′06″ пн. ш. 115°48′40″ зх. д. / 37.23500° пн. ш. 115.81111° зх. д.

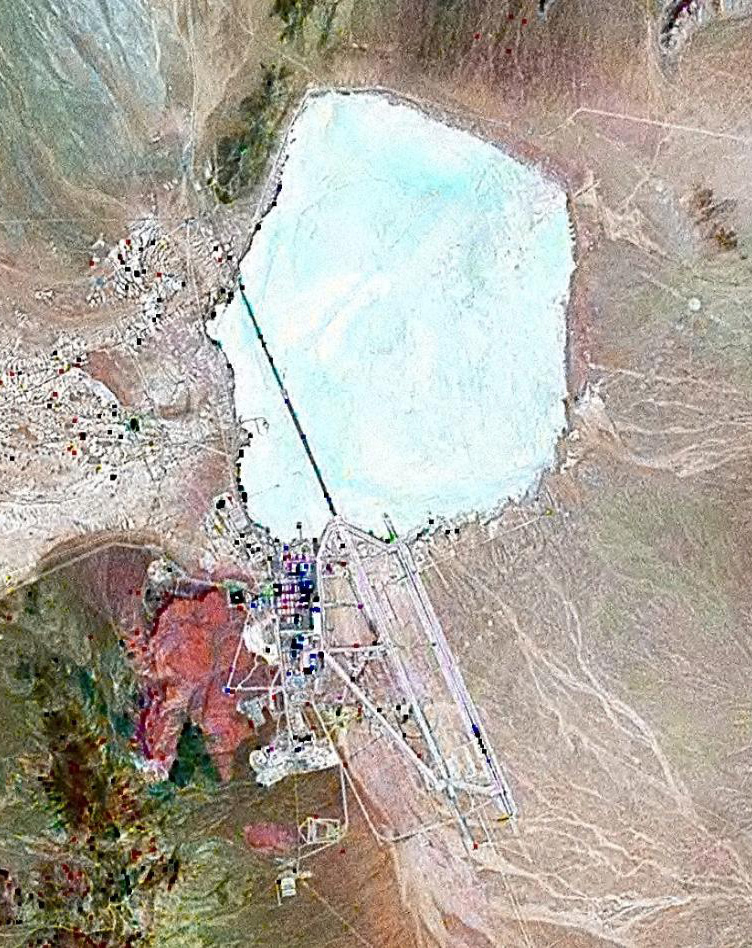
Карта Зони 51 (жовта область)

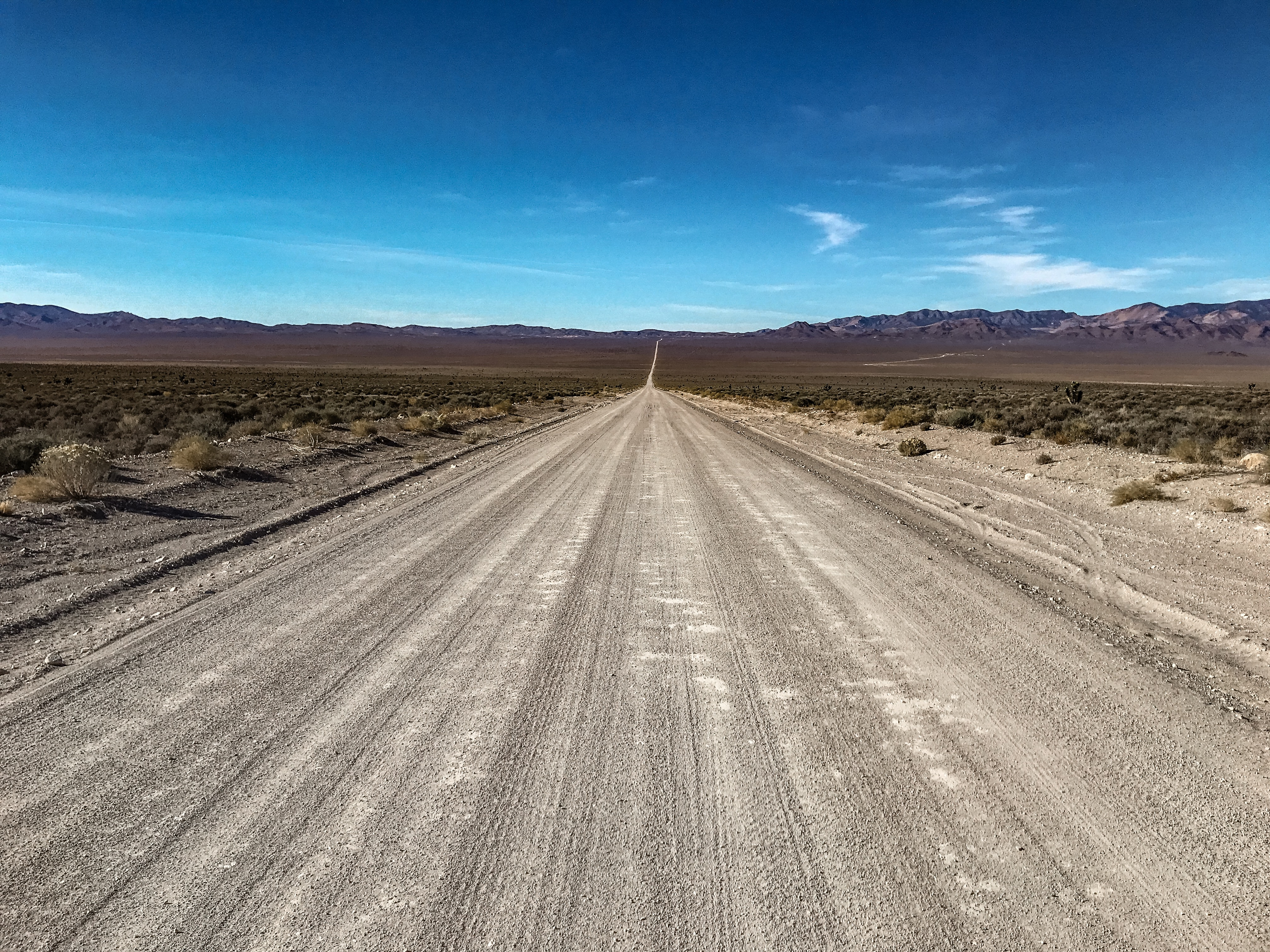
Дорога Грум-лейк-роуд веде безпосередньо до Зони 51

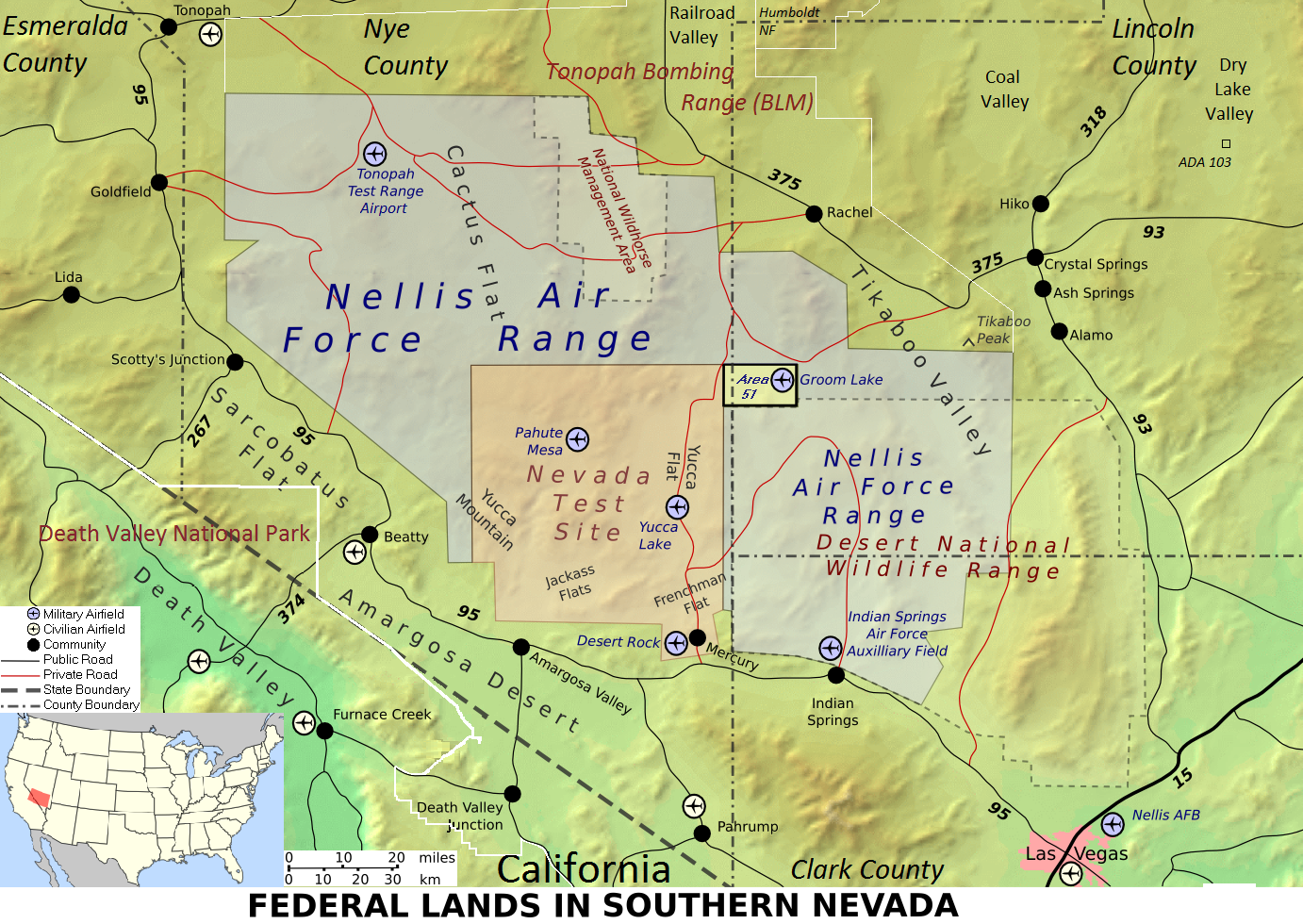
Зона 51 на мапі Невади (виділена жовтим кольором)

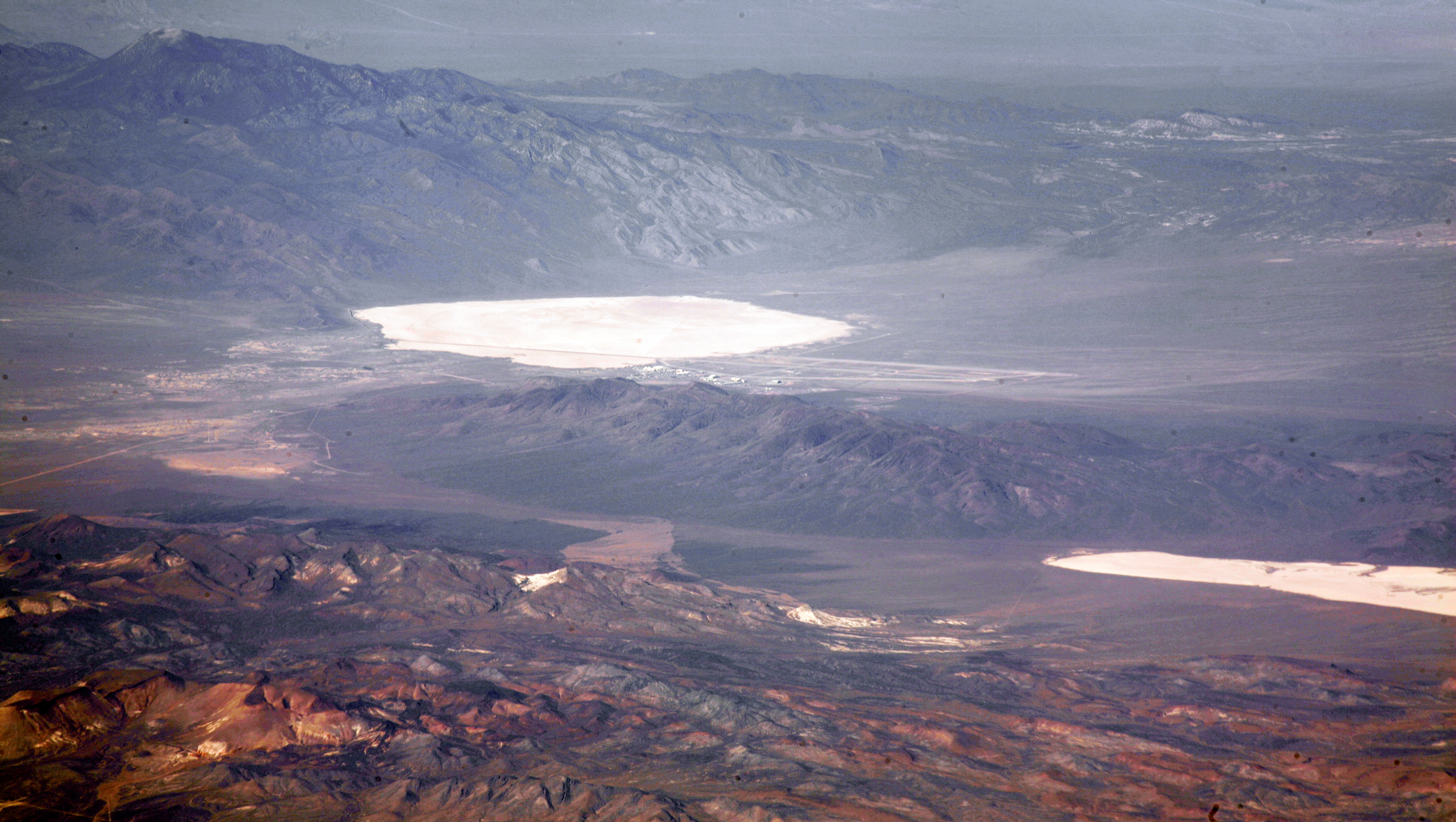
Озера Грум-лейк та Папуз-лейк

Зона 51 (англ. Area 51), також відома як Watertown, Groom Lake та Homey Airport — військовий об'єкт ВПС США, розташований на озері Грум-лейк в південній Неваді. Є віддаленим підрозділом авіабази Едвардс (англ. Edwards Air Force Base). Поточна мета її функціонування публічно невідома; однак, ґрунтуючись на історичних даних, вона, швидше за все, здійснює розробки та випробування експериментальних літаків і систем озброєння (чорні проєкти).
Авіабаза недоступна для громадськості й перебуває під 24-годинним спостереженням. Інтенсивна секретність, яка оточує військову базу, зробила її центральною складовою уфологічних концепцій про непізнані літаючі об'єкти (НЛО), упродовж десятків років підживлюючи домисли прихильників найрізноманітніших теорій змови. Незважаючи на те, що база ніколи не оголошувалась секретною, всі дослідження і події, які відбуваються на її території є таємною або конфіденційною інформацією (TS/SCI). У липні 2013 року після подання запиту про свободу інформації (FOIA) ЦРУ вперше публічно визнало існування військової бази, оприлюднивши документи, які деталізують її історію та мету існування.
Зона 51 розташована в південній частині штату Невада, на відстані 83 миль (134 км) на північний захід від Лас-Вегаса, на південному березі висохлого соляного озера Грум-лейк. Місце було придбане ВПС США в 1955 році, переважно для льотних випробувань літака Lockheed U-2. Територія навколо Зони 51, включно з маленьким містечком Рейчел на «Позаземному шосе», є популярним туристичним напрямком.

## Географія
Зона 51 являє собою ділянку землі розміром 6 на 10 миль (9,7 на 16,1 км), яка на даний момент входить в так звану «Groom box», прямокутну область розміром 23 на 25 миль (37 на 40 км) з обмеженим для польотів повітряним простором. Військова база розташована у окрузі Лінкольн. Вона прилягає до гірських хребтів Грум та Папуз, висота над рівнем моря становить 1500 метрів. На північ від Зони 51 розташовується плоский солончак Грум-лейк, що в перекладі з англійської мови означає «озеро конюха».
Засекречена військова база з'єднана з внутрішньою мережею автомобільних доріг Невадського випробувального полігону (NTS) асфальтованими дорогами, що ведуть на південь до міста Меркьюрі і південний захід до Yucca Flat. Широка і доглянута дорога Грум-Лейк-роуд, що пролягає через перевал в Змішаних Пагорбах (англ. Jumbled Hills), веде на північний схід від озера. Дорога раніше приводила до копалень в басейні Грум-лейк, але була покращена з моменту їх закриття. ЇЇ звивистий курс проходить повз контрольно-пропускний пункт, але обмежена зона навколо бази тягнеться далі на схід. Вийшовши із забороненої зони, Грум-Лейк-роуд спускається на схід до Долини Тікабу, простягається поблизу під'їзних шляхів до кількох невеликих ранчо, а потім сходиться по Державному маршруту 375, «Позаземному шосе», на південь від невеликого містечка Рейчел.
Зона 51 має кордон з районом Yucca Flat, розташованим на випробувальному полігоні в Неваді. Тут відбулось 739 з 928 ядерних випробувань, коли-небудь проведених Департаментом енергетики Сполучених Штатів в NTS. На відстані 44 миль (71 км) на північний захід від озера Грум міститься «Yucca Mountain», сховище відпрацьованого ядерного палива. Співробітники Зони 51 добираються до об'єкта літаком. Вони вилітають із закритого терміналу в Міжнародному аеропорті МакКарран декількома літаками без розпізнавальних знаків, яким дозволено заходити в обмежений повітряний простір авіабази (R-4808N).  

## Історія
Походження назви «Зона 51» є незрозумілим. Відповідно до найбільш популярної версії військова база отримала таке найменування від нумерації районів штату Невада Комісією з атомної енергетики (AEC). В 1950-ті роки у даному штаті проводилися ядерні випробування, а тому територію для зручності поділили на окремі квадрати-зони з власним номером.

### Програма U-2

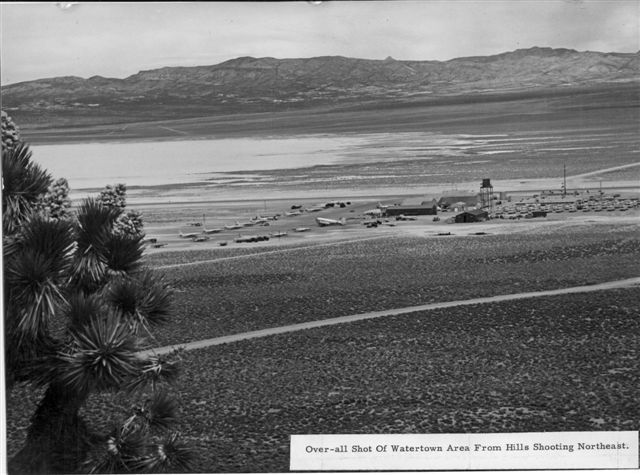
Грум-лейк, 1957

Першим військовим об'єктом на території сучасної Зони 51 став тестовий армійський аеродром, збудований в 1942 році. Тут розташовувалося запасне поле американського авіаційного підрозділу Indian Springs Air Force. Аеродром складався з двох необладнаних злітно-посадкових смуг довжиною 5000 футів і використовувався як артилерійський полігон. Після закінчення Другої світової війни стрільбище покинули, доки в квітні 1955 року цей регіон не потрапив в поле зору ЦРУ та секретного підрозділу з перспективних розробок компанії «Lockheed», більш відомого як Skunk Works (буквально «Скунсова майстерня»). Дана місцевість ідеально підходила для випробовування можливостей найсучаснішого для 1950-их років літака-розвідника U-2. Територія навколо солончака Грум-лейк розміщувалася в безлюдній пустелі, а розташовані по сусідству військові полігони та навколишні гірські масиви надійно забезпечували належний рівень секретності.
Авіаконцерн Lockheed сконструював імпровізовану військову базу, яку пізніше президент США Ліндон Джонсон назвав «Райське ранчо». Вже в травні 1955 року у цей віддалений куток Невади прибули загони військових будівельників, які звели декілька бункерів, виробничі цехи, адміністративні будівлі і трейлерний парк. Упродовж 3 місяців було прокладено злітно-посадкові смуги, створено 3 ангари, резервуар для зберігання палива, контрольні вежі та приміщення для персоналу ЦРУ. Для зручності робітників на базі також розмістили кінотеатр та волейбольний майданчик. Враховуючи секретність проекту, всі співробітники, відібрані для роботи в Зоні 51, знаходились під пильною увагою, заходи безпеки забезпечувались на вкрай високому рівні.

Перший U-2 прибув на базу 24 липня 1955 з каліфорнійського міста Бербанк на вантажному літаку C-124 Globemaster II у супроводі технічних спеціалістів Lockheed на Douglas DC-3. Перше випробовування літака-розвідника в Зоні 51 відбулось 4 серпня, а з середини 1956 року U-2, що був пристосований до польотів в тилу ворога, став активно використовуватись у розвідувальних цілях над територією Радянського Союзу та країнами Варшавського договору. Проект з випробувань літаків U-2 отримав кодове найменування «Акватон [Архівовано 9 травня 2018 у Wayback Machine.]» (англ. Project Aquatone).

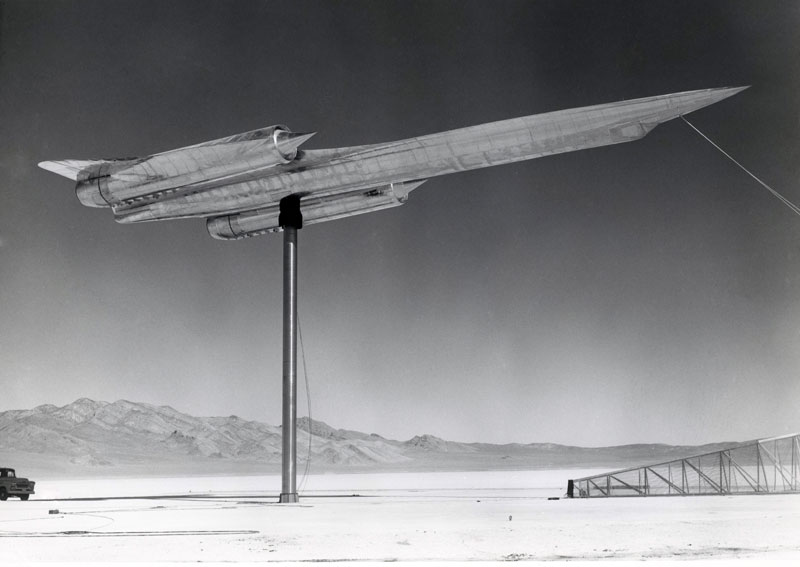
A-12 при вимірюванні ефективної площі розсіювання, 1959

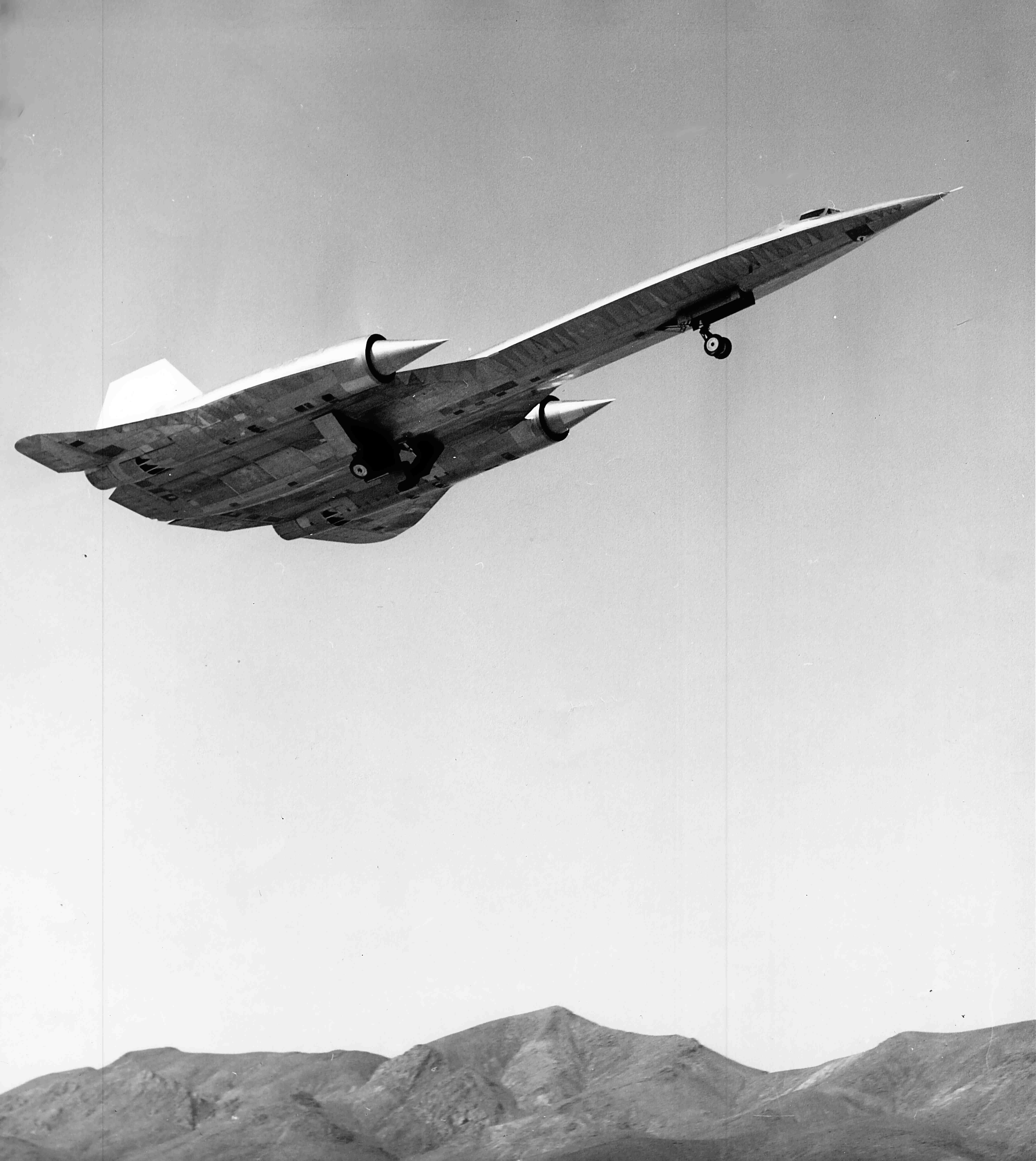
A-12 (бортовий номер 60-6924) здійснює один із перших тестових польотів, за штурвалом Луїс Шальк, 1962

Впродовж цього періоду на полігоні NTS у рамках операції «Plumbbob» здійснювались атмосферні ядерні випробування. Протягом квітня-жовтня 1957 року операції з U-2 довелось тимчасово припинити через небезпеку радіоактивних опадів. Так, вибух двоступеневої водневої бомби Hood 5 липня 1957 року змусив здійснити тимчасову евакуацію персоналу бази Грум-лейк. Врешті-решт, робота над U-2 в Зоні 51 припинилась цілком. Оскільки основне завдання літаків-шпигунів полягало в тому, щоб розвідувати територію СРСР, літаки перевели на армійські бази поблизу радянських кордонів, таких як Інджирлік в Туреччині та Пешавар в Пакистані.

### A-12 Oxcart
Ще до того, як розробка U-2 наближалась до завершення, в серпні 1959 року компанія Lockheed почала роботу над своїм наступником — високошвидкісним розвідувальним літаком A-12, здатним уникати перехоплювачів і ракет. Сконструйований літальний апарат мав справді вражаючі технічні характеристики. Не менш дивним був і його зовнішній вигляд, який звичайні мешканці могли сприйняти за НЛО. За даними ЦРУ, половина всіх повідомлень про непізнані літаючі об'єкти упродовж 1950-60 років припадають на випадки фіксування U-2 та A-12. Літак, виготовлений з радянського титану, втричі перевищував швидкість звуку, його фюзеляж витримував температури до 260 °С, а поверхня A-12 мала невелику ефективну площу розсіювання, що значно зменшувало шанси виявлення радаром. Проект отримав кодову назву «Окскарт» (англ. Project Oxcart). Перший літак A-12 прибув на військову базу 28 лютого 1962 з каліфорнійського Бербанка, а перший політ відбувся 25 квітня того ж року. Характеристики польоту та високі вимоги технічного обслуговування A-12 вимагали розширення військової бази Грум-лейк.
Робота над удосконаленням Зони 51 почалася ще у вересні 1960. Довжину злітно-посадкової смуги збільшили до 2600 метрів (8500 футів), у північній частині бази були збудовані 3 нових ангари (4, 5 і 6), відремонтовані старі будівлі. Чисельність персоналу Зони 51 зросла до 1000 осіб. Таким чином, військова база, яка до того була тимчасовою, стала постійною. Крім того, було суттєво підвищені заходи безпеки; невелику шахту, яку в XIX столітті використовували для видобутку свинцю та срібла, закрили. У січні 1962 року Федеральне управління цивільної авіації розширило повітряний простір, обмежений для польотів. У будь-кого, хто наважувався підібратись до секретного об'єкту, охоронці отримали право стріляти без попередження.

### D-21 Tagboard
Після невдалого польоту американського льотчика Френсіса Пауерса, U-2 якого збили 1 травня 1960 року над Свердловськом, ЦРУ стало шукати нові способи розвідки над територією Радянського Союзу. Керівник «Skunk Works» Кларенс Джонсон схвалював ідею розробки літака-розвідника нового типу. Навесні 1964 року компанія Lockheed представила плід наполегливої праці — D-21 Tagboard, який спершу отримав назву Q-12. Через чотири місяці перевірок і статичних випробувань, літак доставили до Грум-лейк, де його знову зібрали. Льотні випробування почалися 22 грудня 1964 року, однак співробітники Зони 51 зіштовхнулися з непередбаченими аеродинамічними труднощами. Їх вдалося вирішити, і 5 березня 1966 D-21 Tagboard здійснив перший самостійний політ. Випробування літака в квітні ознаменувалися досягненням рекорду висоти у 1,200 миль та подоланням швидкості Mach 3.3.

### Have-Blue / F-117-Nighthawk
Перший свій політ літак Have Blue, концептуальний прототип Lockheed F-117, здійснив над територією Грум-лейк в грудні 1977 року. Для тестувань, які тривали до середини 1981, було створено два зменшені зразки з метою відпрацювання різних варіантів експериментальної технології. Незважаючи на те, що обидва літаки зазнали катастрофи, багатообіцяльні результати довели ефективність технології стелс, а літак F-117А, створений на їх базі, запустили в масове виробництво. В Зоні 51 проходила підготовку перша група пілотів F-117, а також вимірювались радіолокаційні параметри літального апарата. Програма з випробувань «Нічного Яструба» була настільки таємною, що літак міг злітати тільки вночі з бази в Тонопа. Лише в 1989 році, коли програму, урешті-решт, розсекретили, літак почав свої польоти і в денний час.